# 梅尼尔蒙唐站
梅尼尔蒙唐站（法語：Ménilmontant）是巴黎地鐵2號線的一個車站，位於巴黎11區和巴黎20區的交界處，得名于梅尼尔蒙唐大道。梅尼尔蒙唐站開業於1903年1月31日，是巴黎地鐵2號線延伸工程的一部分。車站所在地曾有一座城門，在19世紀被拆除。

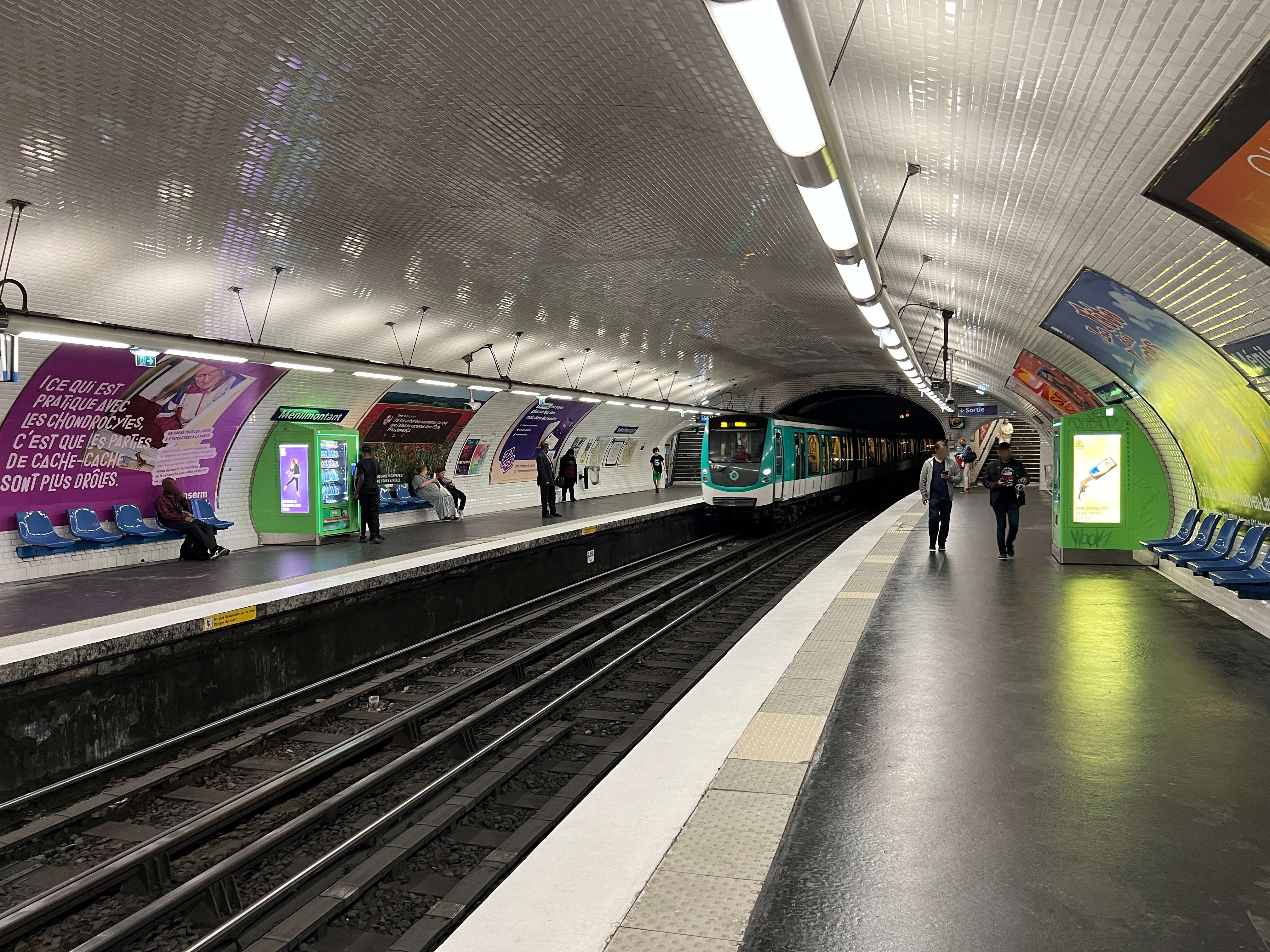
月台 (2022年7月)

## 車站結構
| 街道 |                    |                          |
| B1   | 月台連接夾層       |                          |
| 月台 | 側式月台，右側開門 | 側式月台，右側開門       |
| 月台 | 1號月台            | 往太子妃門（皇冠）       |
| 月台 | 2號月台            | 往民族廣場（拉雪茲神父） |
| 月台 | 側式月台，右側開門 |                          |